# 不等式
不等式是數學名詞，是指表示二個量之間不等的敘述。一般用两個表示式表示要探討的量，中間再加上不等關係的符號，表示兩者的關係。以下是一些不等式的例子：
{\displaystyle a<b,\,}
{\displaystyle x+y+z\leq 1,\,}
{\displaystyle n>1,\,}
{\displaystyle x\neq 0.\,}
有些作者認為不等式只能用來表示中間有出現不等號≠的關係式。

## 連鎖的不等式
若幾個不等式中間有共用的變數，而且幾個不等式有逻辑与的關係，有時會直接將不等式寫在一起來簡化。例如不等式
{\displaystyle 0\leq a<b\leq 1\,}
是以下不等式的縮寫
{\displaystyle 0\leq a~\mathrm {and} ~a<b~\mathrm {and} ~b\leq 1.\,}

## 不等式的求解

一個不等聯立方程式的解集合（圖中標示feasible region的部份

含有未知數的不等式也可以求解。不等式求解和方程求解類似，是要找到使特定不等式（或是聯立不等式）成立的變數值。這些不等式中會包括稱為未知數的變數，求解不等式就是要找到使不等式滿足的未知數。更準確的說，要找的不一定是實際的值，而是較一般性的表示式。不等式的解是一組可以滿足不等式的表示式，也就是說，若將這些表示式代入未知數中，即可滿足不等式。
不等式求解時，常會加入一個額外的目標變數，要設法找到目標變數的最大值或最小值，此一問題就變成最佳化問題，要找到使目標變數最大或最小的最佳解，而不等式則是其約束條件。
例如
{\displaystyle 0\leq x_{1}\leq 690-1.5\cdot x_{2}\;\land \;0\leq x_{2}\leq 530-x_{1}\;\land \;x_{1}\leq 640-0.75\cdot x_{2}}
是一組不等式的組合，寫成連鎖不等式（其中{\displaystyle \land }可以當成and），其解的集合在附圖中的藍色區域（紅線、綠線和橘線分別對應第一個條件、第二個條件及第三個條件。）。上述問題的約束條件都是線性的，若目標函數也是線性，即屬於线性规划的範圍。
线性规划的最佳解可以用单纯形法求解。Prolog III 程式語言也有提供解特定不等式的演算法，是其語言的特徵之一，細節可以參考約束邏輯程式設計。

## 不等式中的其他意義
因為一些函數（例如根號）的特性，有些不等式會等於一個聯立不等式。例如不等式{\displaystyle \textstyle {\sqrt {f(x)}}<g(x)}和以下的聯立不等式相同：
1. {\displaystyle f(x)\geq 0}
2. {\displaystyle g(x)>0}
3. {\displaystyle f(x)<\left(g(x)\right)^{2}}